# Europees kampioenschap dammen 2012
Het Europees kampioenschap dammen 2012 algemeen en voor vrouwen werd van zondag 16 t/m zaterdag 22 september 2012 in Emmen in 9 ronden volgens het Zwitsers systeem gespeeld. 
De kampioenen van elk Europees land waren uitgenodigd namens de organisatie. 
De nationale federaties konden 3 spelers intekenen. 
Andere spelers konden zich inschrijven mits ze een FMJD-rating van minstens 2250 hadden.
Bij gelijk eindigen qua puntentotaal was de gemiddelde tegenstandersrating bepalend voor de klassering. 
In de categorie algemeen werd de Rus Aleksej Tsjizjov kampioen voor de Let Guntis Valneris en de Nederlander Pim Meurs. 
Bij de vrouwen werd de Letse Zoja Golubeva kampioene voor de Nederlandse Nina Hoekman en de Russin Ayyyna Karpova-Sobakina. 

## Eindklassement algemeen
| plaats | speler                 | land        | punten |
| ------ | ---------------------- | ----------- | ------ |
| 1      | Aleksej Tsjizjov       | Rusland     | 12     |
| 2      | Guntis Valneris        | Letland     | 12     |
| 3      | Pim Meurs              | Nederland   | 12     |
| 4      | Ajnoer Sjajbakov       | Rusland     | 12     |
| 5      | Moerodoello Amrillajev | Rusland     | 12     |
| 6      | Kees Thijssen          | Nederland   | 11     |
| 7      | Anatoli Gantvarg       | Wit-Rusland | 11     |
| 8      | Aleksandr Georgiejev   | Rusland     | 11     |
| 9      | Ron Heusdens           | Nederland   | 11     |
| 10     | Edvardas Bužinskis     | Litouwen    | 11     |
| 11     | Roel Boomstra          | Nederland   | 11     |
| 12     | Artem Ivanov           | Oekraïne    | 11     |
| 13     | Andrej Toltsjikov      | Wit-Rusland | 11     |
| 14     | Anton Permyakov        | Rusland     | 11     |
| 15     | Vadim Virny            | Duitsland   | 11     |
| 16     | Martin Dolfing         | Nederland   | 11     |
| 17     | Aleksandr Boelatov     | Wit-Rusland | 10     |
| 18     | Wouter Sipma           | Nederland   | 10     |
| 19     | Igor Kirzner           | Oekraïne    | 10     |
| 20     | Cor van Dusseldorp     | Nederland   | 10     |
| 21     | Aleksandr Getmanski    | Rusland     | 10     |
| 22     | Frerik Andriessen      | Nederland   | 10     |
| 23     | Yuri Anikejev          | Oekraïne    | 10     |
| 24     | Michiel Kroesbergen    | Nederland   | 10     |
| 25     | Jacob Okken            | Nederland   | 10     |
| 26     | Jan Groenendijk        | Nederland   | 10     |
| 27     | Alexander Baljakin     | Nederland   | 10     |
| 28     | Sven Winkel            | Nederland   | 10     |
| 29     | Hans Vermin            | Nederland   | 10     |
| 30     | Auke Scholma           | Nederland   | 10     |
| 31     | Jevgeni Vatoetin       | Wit-Rusland | 10     |
| 32     | Raimonds Vipulis       | Letland     | 9      |
| 35     | Jos Stokkel            | Nederland   | 9      |
| 36     | Ivan Trofimov          | Rusland     | 9      |
| 37     | Martijn van IJzendoorn | Nederland   | 9      |
| 38     | Ronald Schalley        | België      | 9      |
| 39     | Oscar Lognon           | Frankrijk   | 9      |
| 40     | Wouter Ludwig          | Nederland   | 9      |
| 45     | Andrej Kalmakov        | Rusland     | 9      |
| 47     | Aleksej Domchev        | Litouwen    | 8      |
| 56     | Anthon Hanssens        | België      | 8      |
| 57     | Jim Depaepe            | België      | 8      |
| 62     | Theo Dijkstra          | Portugal    | 6      |
| ..     | ...                    |             |        |
| 68     | Barnabas Kollner       | Hongarije   | 0      |

## Eindklassement vrouwen
| plaats | speler                          | land        | punten |
| ------ | ------------------------------- | ----------- | ------ |
| 1      | Zoja Golubeva                   | Letland     | 14     |
| 2      | Nina Hoekman                    | Nederland   | 12     |
| 3      | Ayyyna Karpova-Sobakina         | Rusland     | 11     |
| 4      | Aygul Idrisova                  | Rusland     | 11     |
| 5      | Daria Tkatsjenko                | Rusland     | 11     |
| 6      | Olga Sadovskaja                 | Wit-Rusland | 10     |
| 7      | Natalia Sjestakova              | Rusland     | 10     |
| 8      | Olga Fedorovitsj                | Wit-Rusland | 10     |
| 9      | Natalia Sadowska                | Polen       | 10     |
| 10     | Julia Makarenkova               | Oekraïne    | 10     |
| 11     | Rianka van Ombergen-Rentmeester | Nederland   | 10     |
| 19     | Heike Verheul                   | Nederland   | 9      |
| 23     | Vitalia Doumesh                 | Nederland   | 9      |
| 27     | Ester van Muijen                | Nederland   | 8      |
| 30     | Laura Timmerman                 | Nederland   | 7      |
| 32     | Irene Stegeman                  | Nederland   | 6      |
| ..     | ...                             |             |        |
| 34     | Jeva Pogosjan                   | Armenië     | 0      |